# Seznam německých veřejnoprávních televizních stanic
Toto je seznam veřejnoprávních televizních stanic v Německé spolkové republice. ARD, provozující kanál Das Erste (první), regionální (třetí) a další programy, s ZDF (druhý program) tvoří německou veřejnoprávní televizi. Tento seznam obsahuje i služby tzv. videa na vyžádání, které je podobné například iVysílání České televize.

## Televizní stanice
| Televizní stanice | Televizní stanice | Televizní stanice | Televizní stanice                                                                                                 | Televizní stanice     |
| Název             | Logo              | Typ               | Poznámka | Sídlo                 |
| ----------------- | ----------------- | ----------------- | --- | --------------------- |
| 3sat              |                   | všeobecná         | společná produkce ARD, ZDF, ORF a SRF                                                                             | Mohuč                 |
| ARD-alpha         |                   | dokumentární      | produkce ARD | Mnichov               |
| arte              |                   | všeobecná         | společná produkce ARD, ZDF a francouzské televize                                                                 | Štrasburk             |
| BR Fernsehen      |                   | všeobecná         | regionální stanice pro Bavorsko                                                                                   | Mnichov               |
| Das Erste         |                   | všeobecná         | | Mnichov               |
| Deutsche Welle    |                   | všeobecná         | německé vysílání do zahraniční, produkce ARD                                                                      | Bonn                  |
| hr-fernsehen      |                   | všeobecná         | regionální stanice pro Hesensko                                                                                   | Frankfurt nad Mohanem |
| KiKA              |                   | dětská            | společná produkce ARD a ZDF                                                                                       | Erfurt                |
| MDR Fernsehen     |                   | všeobecná         | regionální stanice pro Sasko, Sasko-Anhaltsko a Durynsko                                                          | Lipsko                |
| NDR Fernsehen     |                   | všeobecná         | regionální stanice pro Dolní Sasko, Hamburk, Šlesvicko-Holštýnsko a Meklenbursko-Přední Pomořansko (od roku 1995) | Hamburk               |
| ONE               |                   | zábava            | produkce ARD | Kolín nad Rýnem       |
| phoenix           |                   | dokumentární      | společná produkce ARD a ZDF                                                                                       | Bonn                  |
| Radio Bremen TV   |                   | všeobecná         | regionální stanice pro Brémy                                                                                      | Brémy                 |
| rbb fernsehen     |                   | všeobecná         | regionální stanice pro Berlín a Braniborsko                                                                       | Berlín a Postupim     |
| SR Fernsehen      |                   | všeobecná         | regionální stanice pro Sársko                                                                                     | Saarbrücken           |
| SWR Fernsehen     |                   | všeobecná         | regionální stanice pro Bádensko-Württembersko a Porýní-Falc                                                       | Stuttgart             |
| tagesschau24      |                   | zpravodajství     | pojmenováno podle hlavní zpravodajské relace ARD (tagesschau), produkce ARD                                       | Hamburk               |
| WDR Fernsehen     |                   | všeobecná         | regionální stanice pro Severní Porýní-Vestfálsko                                                                  | Kolín nad Rýnem       |
| ZDF               |                   | všeobecná         | produkce ZDF | Mohuč                 |
| ZDFinfo           |                   | dokumentární      | produkce ZDF | Mohuč                 |
| ZDFneo            |                   | zábava            | produkce ZDF | Mohuč                 |

## Služba videa na vyžádání
| Video na vyžádání | Video na vyžádání | Video na vyžádání        | Video na vyžádání                                                            | Video na vyžádání |
| Název služby      | Logo              | Typ                      | Poznámky                                                                     | Sídlo             |
| ----------------- | ----------------- | ------------------------ | ---------------------------------------------------------------------------- | ----------------- |
| ARD Mediathek     |                   | všeobecná                | archiv ARD a přidružených stanic                                             | Mohuč             |
| BR Mediathek      |                   | všeobecná                | archiv této stanice                                                          | Mnichov           |
| Funk              |                   | pro děti a mladé dospělé | online mediální služba pro děti a mladé dospělé, společná produkce ARD a ZDF | Mohuč             |
| SR Mediathek      |                   | všeobecná                | archiv této stanice                                                          | Saarbrücken       |
| ZDFmediathek      |                   | všeobecná                | archiv ZDF a přidružených stanic                                             | Mohuč             |